# Список объектов всемирного наследия ЮНЕСКО в Перу
В спи́ске объе́ктов Всеми́рного насле́дия ЮНЕ́СКО в Перу́ значатся 12 объектов (на 2014 год), что составляет 1,0 % от общего числа (1248 на 2025 год).
8 объектов включены в список по культурным критериям, 2 объекта — по природным, 2 объекта — по смешанным. 4 объекта (руины древнего города Мачу-Пикчу, археологическая зона Чан-Чан, линии и геоглифы в районах Наска и Пампас-де-Хумана, исторический центр города Арекипа) признаны шедеврами человеческого созидательного гения. Национальный парк Рио-Абисео признан природным феноменом или пространством исключительной природной красоты и эстетической важности (критерий vii). В 1986 году археологическая зона Чан-Чан была внесена в список всемирного наследия, находящегося под угрозой.
Кроме этого, по состоянию на 2021 год, 24 объекта на территории государства находятся в числе кандидатов на включение в список всемирного наследия, в том числе 16 — по культурным, 6 — по природным, и 2 — по смешанным критериям.
Перу ратифицировал Конвенцию об охране всемирного культурного и природного наследия 24 февраля 1982 года. Первый объект на территории Перу был занесён в список в 1983 году на 7-й сессии Комитета всемирного наследия ЮНЕСКО.

## Список
В данной таблице объекты расположены в порядке их добавления в список всемирного наследия ЮНЕСКО.
| #  | Изображение | Название | Местоположение | Время создания               | Год внесения в список                | №    | Критерии        |
| -- | ----------- | --- | --- | ---------------------------- | ------------------------------------ | ---- | --------------- |
| 1  |             | Город Куско (исп. Ciudad del Cusco)                                                                             | Регион: Куско Провинция: Куско Район: Куско                                                                                    | 1533                         | 1983                                 | 273  | iii, iv         |
| 2  |             | Руины древнего города Мачу-Пикчу (исп. Santuario histórico de Machu Picchu)                                     | Регион: Куско Провинция: Урубамба Район: Мачупикчу                                                                             | XV век                       | 1983                                 | 274  | i, iii, vii, ix |
| 3  |             | Археологические памятники центра древней индейской культуры Чавин-де-Уантар (исп. Sitio arqueológico de Chavín) | Регион: Анкаш Провинция: Уари Район: Чавин-де-Уантар                                                                           | до 1200 года до н. э.        | 1985                                 | 330  | iii             |
| 4  |             | Национальный парк Уаскаран (исп. Parque Nacional de Huascarán)                                                  | Регион: Анкаш Провинции: Рекуай, Каруас, Уарас, Юнгай, Помабамба, Марискал-Лусуриага, Уари, Коронго, Сиуас, Болоньеси          | 1975                         | 1985                                 | 333  | vii, viii       |
| 5  |             | Археологическая зона Чан-Чан (исп. Zona arqueológica de Chan Chan)                                              | Регион: Ла-Либертад Провинция: Трухильо Район: Уанчако                                                                         | около 850 года               | 1986                                 | 366  | i, iii          |
| 6  |             | Национальный парк Ману (исп. Parque Nacional de Manú)                                                           | Регион: Мадре-де-Дьос, Куско Провинции: Ману (регион Мадре-де-Дьос), Паукартамбо (регион Куско)                                | 1973                         | 1987, 2009 (незначительная поправка) | 402  | ix, x           |
| 7  |             | Исторический центр Лимы (исп. Centro histórico de Lima)                                                         | Провинция: Лима | 1535                         | 1988, 1991 (расширение)              | 500  | iv              |
| 8  |             | Национальный парк Рио-Абисео (исп. Parque Nacional del Río Abiseo)                                              | Регион: Сан-Мартин Провинция: Марискаль-Касерес Район: Уикунго                                                                 | 1983                         | 1990, 1992 (расширение)              | 548  | iii, vii, ix, x |
| 9  |             | Линии и геоглифы в районах Наска и Пампас-де-Хумана (исп. Líneas y geoglifos de Nazca y Pampas de Jumana)       | Регион: Ика Провинция: Наска Районы: Эль-Ингенио, Наска, Чангильо, Чангильо, Пальпа                                            | V век до н. э. — V век н. э. | 1994                                 | 700  | i, iii, iv      |
| 10 |             | Исторический центр города Арекипа (исп. Centro histórico de la ciudad de Arequipa)                              | Регион: Арекипа Провинция: Арекипа                                                                                             | 1540                         | 2000                                 | 1016 | i, iv           |
| 11 |             | Священный город Караль-Супе (исп. Ciudad Sagrada de Caral-Supe)                                                 | Регион: Лима Провинция: Барранка Район: Супе                                                                                   | 2600 год до н. э.            | 2009                                 | 1269 | ii, iii, iv     |
| 12 |             | Кхапак-Ньян — дорожная система в Андах (исп. Qhapaq Ñan, sistema vial andino)                                   | Регионы: Куско, Анкаш, Хунин, Пуно, Уануко, Ла-Либертад, Пьюра (совместно с Аргентиной, Боливией, Колумбией, Чили и Эквадором) |                              | 2014                                 | 1459 | ii, iii, iv, vi |

## Предварительный список
В таблице объекты расположены в порядке их добавления в предварительный список.
| #  | Изображение | Название                                                                            | Местоположение                                                                   | Время создания       | Год внесения в предварительный список | №    | Критерии               |
| -- | ----------- | ----------------------------------------------------------------------------------- | -------------------------------------------------------------------------------- | -------------------- | ------------------------------------- | ---- | ---------------------- |
| 1  |             | Исторический центр города Трухильо (исп. Centro histórico de la ciudad de Trujillo) | Регион: Ла-Либертад Провинция: Трухильо Район: Трухильо                          | 1534                 | 1996                                  | 510  | культурные             |
| 2  |             | Исторический центр города Кахамарка (исп. Centro Histórico de Cajamarca)            | Регион: Кахамарка Провинция: Кахамарка                                           | 1532                 | 2002                                  | 1646 | ii, iv                 |
| 3  |             | Озеро Титикака (исп. Lago Titicaca)                                                 | Регион: Пуно Провинции: Пуно, Чукуито, Эль-Кольяо, Уанкане, Юнгуйо, Моо          | —                    | 2005                                  | 5080 | ii, iii, v, vi, vii, x |
| 4  |             | Астрономический комплекс Чанкильо (исп. Complejo astronómico de Chankillo)          | Регион: Анкаш Провинция: Касма                                                   | IV век до н. э.      | 2013                                  | 5792 | i, iii, iv             |
| 5  |             | Горнодобывающий комплекс Санта-Барбара                                              | Регион: Уанкавелика Провинция: Уанкавелика                                       | XVI — XVII века      | 2017                                  | 6263 | ii, iv                 |
| 6  |             | Сельские церкви региона Куско                                                       | Регион: Куско Провинции: Акомайо, Анта, Канчис, Акомайо, Паукартамбо, Киспиканчи | XVI — XVII века      | 2019                                  | 6406 | ii, iv                 |
| 7  |             | Акведуки Наска                                                                      | Регион: Ика Провинция: Наска                                                     | V — IV века до н. э. | 2019                                  | 6407 | iii, iv                |
| 8  |             | Археологический комплекс Торо-Муэрто                                                | Регион: Арекипа Провинция: Кастилья                                              | IX — XV века         | 2019                                  | 6408 | iii                    |
| 9  |             | Археологический комплекс Маркауамачуко                                              | Регион: Ла-Либертад Провинция: Санчес-Каррион                                    | V — XII века         | 2019                                  | 6409 | iii                    |
| 10 |             | Церкви региона Кольяо в стиле барокко                                               | Регион: Пуно Провинции: Мельгар, Асангаро, Лампа, Пуно, Чукуито                  | XVI — XVII века      | 2019                                  | 6410 | ii, iv                 |
| 11 |             | Памятники культуры чачапойя в долине Уткубамбы                                      | Регион: Амасонас Провинции: Луя, Чачапояс                                        | VI — XVI века        | 2019                                  | 6411 | iii, iv                |
| 12 |             | Соляные копи в городе Марас                                                         | Регион: Куско Провинция: Урубамба                                                | III — X века         | 2019                                  | 6412 | iii, v                 |
| 13 |             | Поле битвы при Аякучо                                                               | Регион: Аякучо Провинция: Уаманга                                                | XIX век              | 2019                                  | 6413 | vi                     |
| 14 |             | Винодельни и виноградники в местах традиционного производства писко                 | Регионы: Лима, Ика, Арекипа, Мокегуа, Такна                                      | С XVI века           | 2019                                  | 6414 | ii, iv                 |
| 15 |             | Лагуны Лас-Уарингас                                                                 | Регион: Пиура                                                                    | —                    | 2019                                  | 6415 | v, vi                  |
| 16 |             | Перуанская центральная железная дорога                                              | Регионы: Лима, Хунин Провинции: Уарочири, Яули                                   | XIX — XX века        | 2019                                  | 6416 | iii                    |
| 17 |             | Культурный ландшафт долины Сондондо                                                 | Регион: Аякучо Провинция: Луканас                                                | VI — XVI века        | 2019                                  | 6417 | iii, iv, vi            |
| 18 |             | Палеонтологические объекты бассейнов Писко и Камана                                 | Регионы: Ика, Арекипа Провинции: Провинции: Наска, Каравели                      | —                    | 2019                                  | 6418 | viii                   |
| 19 |             | Церемониальные центры и леса долины Ла-Лече                                         | Регион: Ламбайеке Провинции: Ламбайеке, Ферреньяфе                               |                      | 2019                                  | 6419 | iv, vi, x              |
| 20 |             | Национальный парк Сьерра-дель-Дивисор                                               | Регионы: Укаяли, Лорето Провинции: Коронель-Портильо, Контамана                  | —                    | 2019                                  | 6420 | vii, x                 |
| 21 |             | Национальный заповедник Уайльяй                                                     | Регион: Паско Провинция: Паско                                                   | —                    | 2019                                  | 6421 | vii, viii              |
| 22 |             | Острова и прибрежные территории с залежами гуано                                    | Регионы: Пиура, Мокегуа                                                          | —                    | 2019                                  | 6422 | x                      |
| 23 |             | Ландшафтный заповедник Котауаси                                                     | Регион: Арекипа Провинция: Ла-Уньон                                              | —                    | 2019                                  | 6423 | vii, viii              |
| 24 |             | Туманные оазисы побережья Перу                                                      | Регионы: Лима, Арекипа                                                           | —                    | 2019                                  | 6424 | ix                     |